# Serang (città)
Serang è una città dell'Indonesia, capoluogo e centro più popoloso della provincia di Banten, nell'ovest dell'isola di Giava.

## Amministrazione
Serang, dal 2007, è una città con lo status di reggenza. È suddivisa in 6 kecamatan:
- Serang
- Cipocok Jaya
- Curug
- Kasemen
- Taktakan
- Walantaka